# Nomosphecia brevicauda
Nomosphecia brevicauda är en stekelart som först beskrevs av Joseph Augustine Cushman 1933.  Nomosphecia brevicauda ingår i släktet Nomosphecia och familjen brokparasitsteklar. Inga underarter finns listade i Catalogue of Life.